# Beacon Head
Beacon Head är en udde i Antarktis. Den ligger i Västantarktis. Argentina, Chile och Storbritannien gör anspråk på området.
Terrängen inåt land är huvudsakligen kuperad, men norrut är den bergig. Havet är nära Beacon Head åt nordväst. Trakten är obefolkad. Det finns inga samhällen i närheten. 